# David Carr
David Carr (født 21. juli 1979 i Bakersfield, Californien, USA) er en amerikansk footballspiller, (quarterback), der i øjeblikket er free agent. Carr kom ind i ligaen i 2002, hvor det nyoprettede hold Houston Texans valgte ham som den allerførste spiller i årets NFL-draft. Han har også spillet for Carolina Panthers, New York Giants og San Francisco 49ers.

## Klubber
- 2002-2006: Houston Texans
- 2007: Carolina Panthers
- 2008-2009: New York Giants
- 2010: San Francisco 49ers
- 2011-2012: New York Giants